# 원 오브 아워 에어크래프트 이즈 미싱
《원 오브 아워 에어크래프트 이즈 미싱》(One Of Our Aircraft Is Missing)은 영국에서 제작된 마이클 포웰 감독의 1942년 영화이다. 고드프리 티얼 등이 주연으로 출연하였고 마이클 포웰 등이 제작에 참여하였다.

## 출연

### 주연
- 고드프리 티얼
- 에릭 포트먼

### 조연
- 휴 윌리엄스
- 버나드 마일즈
- 휴 버든
- 엠리스 존스

## 기타
- 협력프로듀서: 스탠리 하이네스
- 미술: 데이빗 로운슬리